# Refuge d'oiseaux migrateurs

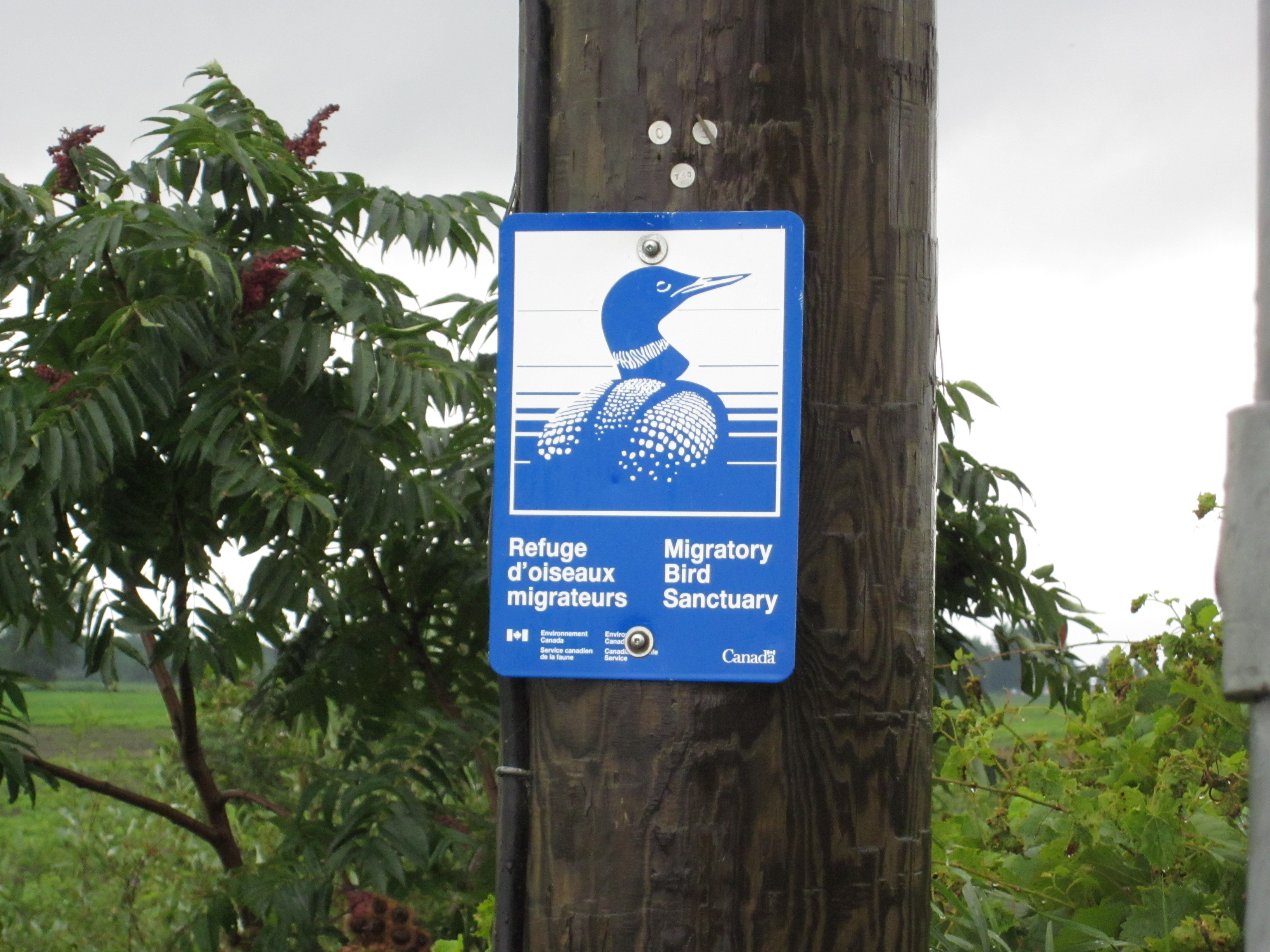
Balise indiquant la limite d'un refuge d'oiseaux migrateurs

Les refuges d'oiseaux migrateurs (ROM) (anglais : Migratory Bird Sanctuary) est le nom des réserves ornithologiques au Canada. Ces sites protégés sont des lieux de reproduction où la chasse est interdite. Ces territoires sont gérés par le service canadien de la faune. Les ROMs protègent plus de 11,2 millions d'hectares au Canada. Certaines sont également reconnues ZICO, voire site Ramsar.

## Refuge d'oiseaux migrateurs au Canada
- Haut – A
- B
- C
- D
- E
- F
- G
- H
- I
- J
- K
- L
- M
- N
- O
- P
- Q
- R
- S
- T
- U
- V
- W
- X
- Y
- Z

- Refuge faisant partie d'une réserve de biosphère
- Refuge faisant partie d'un site Ramsar

ZICO est le sigle pour Zone importante pour la conservation des oiseaux
| Refuge d'oiseaux migrateurs                                            | Province                  | Superficie km² | Création | Note |
| ---------------------------------------------------------------------- | ------------------------- | -------------- | -------- | --- |
| Amherst Point                                                          | Nouvelle-Écosse           | 4,29           | 1947     | Chevauche la réserve nationale de faune de Chignecto ZICO Upper Cumberland Basin                                                                           |
| Beckett Creek                                                          | Ontario                   | 1,03           | 1969     | |
| Baie-Boatswain (Boatswain Bay)                                         | Québec Nunavut            | 162,89         | 1941     | ZICO Boatswain Bay |
| Baie-de-Brador (Brador Bay )                                           | Québec                    | 5,59           | 1925     | ZICO Baie de Brador |
| Baie-des-Loups (Baie des Loups)                                        | Québec                    | 38,59          | 1925     | ZICO Baie des Loups |
| Baie Est (East Bay)                                                    | Nunavut                   | 1 138,00       | 1959     | ZICO East Bay |
| Baie Hannah (Hannah Bay)                                               | Ontario Nunavut           | 295,00         | 1939     | ZICO Hannah Bay et ZICO East Point |
| Betchouane                                                             | Québec                    | 4,34           | 1925     | Chevauche la réserve de parc national de l'Archipel-de-Mingan ZICO Betchouane                                                                              |
| Cap-Parry (Cape Parry)                                                 | Territoires du Nord-Ouest | 2,00           | 1961     | ZICO Cape Parry |
| Cap-Saint-Ignace                                                       | Québec                    | 1,30           | 1925     | ZICO Cap Saint-Ignace |
| Delta de la rivière Anderson (Anderson River Delta)                    | Territoires du Nord-Ouest | 1 025,00       | 1961     | ZICO Anderson River Delta |
| Dewey Soper                                                            | Nunavut                   | 7 930,00       | 1957     | ZICO Great Plain of the Koukdjuak |
| Duncairn Reservoir                                                     | Saskatchewan              | 15,46          | 1948     | |
| Esquimalt-Lagoon (Esquimalt Lagoon)                                    | Colombie-Britannique      | 1,30           | 1931     | |
| George C. Reifel                                                       | Colombie-Britannique      | 6,48           | 1967     | ZICO Boundary Bay–Roberts Bank–Sturgeon Bank |
| Golfe Reine-Maud (Queen Maud Gulf)                                     | Nunavut                   | 61 765,00      | 1961     | ZICO Queen Maud Gulf |
| Grand Manan                                                            | Nouveau-Brunswick         | 2,50           | 1961     | ZICO Archipel de Grand Manan |
| Gros-Mécatina                                                          | Québec                    | 21,81          | 1996     | ZICO Marais de Gros Mécatina |
| Harry Gibbons                                                          | Nunavut                   | 1 224,00       | 1959     | ZICO Boas River and Associated Wetlands |
| Haut-Canada (Upper Canada)                                             | Ontario                   | 26,63          | 1961     | |
| Havre de Victoria (Victoria Harbour)                                   | Colombie-Britannique      | 17,00          | 1923     | |
| Île-à-la-Brume                                                         | Québec                    | 37,66          | 1925     | |
| Île Akimiski (Akimiski Island)                                         | Nunavut                   | 3 367,00       | 1941     | ZICO Akimiski Island |
| Île-aux-Basques                                                        | Québec                    | 8,53           | 1927     | ZICO Île aux Basques et les Razades |
| Île aux Canes                                                          | Terre-Neuve-et-Labrador   | 1,50           | 1991     | ZICO Green Island, ZICO Bell Island South Coast |
| Île-aux-Hérons                                                         | Québec                    | 6,21           | 1937     | ZICO du ROM de l'Île aux Hérons |
| Île-Bonaventure-et-du-Rocher-Percé (Bonaventure Island and Percé Rock) | Québec                    | 12,95          | 1919     | Chevauche le parc national de l'Île-Bonaventure-et-du-Rocher-Percé ZICO Île Bonaventure                                                                    |
| Île Bylot (Bylot Island)                                               | Nunavut                   | 12 635,00      | 1965     | ZICO Cape Hay, ZICO Southwest Bylot Island et ZICO Cape Graham Moore                                                                                       |
| Île-Carillon (Carillon Island)                                         | Québec                    | 4,64           | 1931     | |
| Île Chantry (Chantry Island)                                           | Ontario                   | 0,81           | 1957     | ZICO Chantry Island |
| Île-de-Sable (Sable Island)                                            | Nouvelle-Écosse           | 23,50          | 1977     | ZICO Sable Island |
| Île du Corossol (Corossol Island)                                      | Québec                    | 3,66           | 1937     | ZICO Île du Corossol |
| Île Eleanor (Eleanor Island)                                           | Ontario                   | 0,01           | 1971     | Chevauche la Réserve nationale de faune de l'Île-Eleanor                                                                                                   |
| Île-Kendall (Kendall Island)                                           | Territoires du Nord-Ouest | 609,00         | 1961     | ZICO Mackenzie River Delta |
| Île Prince-Léopold (Prince Leopold Island )                            | Nunavut                   | 311,00         | 1992     | ZICO Prince Leopold Island |
| Île Machias Seal (Machias Seal Island)                                 | Nouveau-Brunswick         | 6,22           | 1944     | ZICO Île Machias Seal |
| Îles-de-la-Couvée (Couvée Islands)                                     | Québec                    | 0,15           | 1996     | ZICO Îles de la Couvee |
| Îles-de-la-Paix                                                        | Québec                    | 7,55           | 1972     | Chevauche la réserve nationale de faune des îles de la Paix ZICO Lac Saint-Louis et Îles de la Paix                                                        |
| Île Saint-Joseph (St. Joseph's Island)                                 | Ontario                   | 9,40           | 1951     | |
| Île Seymour (Seymour Island)                                           | Nunavut                   | 28,00          | 1975     | ZICO Seymour Island |
| Île-Shepherd (Shepherd Island)                                         | Terre-Neuve-et-Labrador   | 0,16           | 1991     | ZICO Bell Island South Coast |
| Îles-Sainte-Marie (Île Sainte-Marie)                                   | Québec                    | 39,90          | 1925     | ZICO Îles Sainte-Marie |
| Îlot Christie (Christie Islet)                                         | Colombie-Britannique      | 0,001          | 1962     | |
| Indian-Head (Indian Head)                                              | Saskatchewan              | 0,32           | 1924     | |
| Inglewood                                                              | Alberta                   | 16,00          | 1968     | |
| Inkerman                                                               | Nouveau-Brunswick         | 0,15           | 1998     | ZICO Héronnière de la pointe aux Rats Musqués |
| Kentville                                                              | Nouvelle-Écosse           | 2,00           | 1980     | |
| Lac Big Glace Bay (Big Glace Bay Lake)                                 | Nouvelle-Écosse           | 2,40           | 1939     | ZICO Big Glace Bay Lake |
| Lac-Black Pond (Black Pond)                                            | Île-du-Prince-Édouard     | 1,30           | 1936     | |
| Lac de la Dernière-Montagne (Last Mountain Lake)                       | Saskatchewan              | 47,36          | 1887     | Chevauche la Réserve nationale de faune du lac de la Dernière-Montagne ZICO de la RNF du Lac de la Dernière-Montagne RRORHO du Lac de la Dernière-Montagne |
| Lac Haley (Haley Lake)                                                 | Nouvelle-Écosse           | 1,00           | 1980     | ZICO Nova Scotia South Shore (Port Joli sector) |
| Lac Lenore (Lenore Lake)                                               | Saskatchewan              | 88,30          | 1925     | ZICO Lake Lenore |
| Lac Mississippi (Mississippi Lake)                                     | Ontario                   | 4,30           | 1959     | Chevauche la Réserve nationale de faune du Lac-Mississippi                                                                                                 |
| Lac Neely (Neely Lake)                                                 | Saskatchewan              | 8,09           | 1952     | |
| Lac Old Wives (Old Wives Lake)                                         | Saskatchewan              | 260,60         | 1925     | ZICO Old Wives – Frederick Lakes RRORHO Chaplin/Old Wives/Reed Lakes                                                                                       |
| Lac Opuntia (Opuntia Lake)                                             | Saskatchewan              | 13,95          | 1952     | |
| Lac Redberry (Redberry Lake)                                           | Saskatchewan              | 63,95          | 1925     | ZICO Redberry Lake |
| Lac-Richardson (Richardson Lake)                                       | Alberta                   | 127,05         | 1949     | |
| Lac-Saskatoon (Saskatoon Lake)                                         | Alberta                   | 11,35          | 1948     | ZICO Grande Prairie |
| Lacs Basin et Middle (Basin and Middle Lakes)                          | Saskatchewan              | 87,20          | 1925     | ZICO Basin and Middle Lakes |
| Lac Scent Grass (Scent Grass Lake)                                     | Saskatchewan              | 6,33           | 1948     | |
| Lac Upper-Rousay (Upper Rousay Lake)                                   | Saskatchewan              | 5,18           | 1948     | |
| Lac Vaseux (Vaseux Lake)                                               | Colombie-Britannique      | 2,82           | 1923     | Chevauche la réserve nationale de faune de Vaseux-Bighorn ZICO Vaseux Lake                                                                                 |
| Lac Wascana (Wascana Lake)                                             | Saskatchewan              | 10,4           | 1956     | |
| L'Isle-Verte                                                           | Québec                    | 2,57           | 1986     | Chevauche la réserve nationale de faune de la baie de l'Isle-Verte ZICO Marais de la Baie de Isle-Verte                                                    |
| L'Islet                                                                | Québec                    | 0,59           | 1986     | ZICO L'Islet |
| Montmagny                                                              | Québec                    | 1,22           | 1986     | ZICO Montmagny |
| Mont-Saint-Hilaire                                                     | Québec                    | 10,04          | 1960     | Chevauche la Réserve naturelle Gault-de-l'Université-McGill                                                                                                |
| Murray Lake                                                            | Saskatchewan              | 11,65          | 1948     | |
| Nicolet                                                                | Québec                    | 30,01          | 1982     | Fait partie du site Ramsar du lac Saint-Pierre ZICO Nicolet et Baie-du-Fèbvre                                                                              |
| No 11 de l'île Banks (Banks Island No.1)                               | Territoires du Nord-Ouest | 19 997,00      | 1961     | ZICO du ROM de Banks Island |
| No 2 de l'île Banks (Banks Island No.2)                                | Territoires du Nord-Ouest | 170,00         | 1961     | ZICO Thomsen River |
| Philipsburg                                                            | Québec                    | 5,42           | 1955     | ZICO Philipsburg |
| Port Hébert (Port Hebert)                                              | Nouvelle-Écosse           | 3,50           | 1941     | ZICO Nova Scotia South Shore (Port Joli sector) |
| Port-Joli (Port Joli)                                                  | Nouvelle-Écosse           | 2,80           | 1941     | ZICO Nova Scotia South Shore (Port Joli sector) |
| Red Deer                                                               | Alberta                   | 1,30           | 1924     | |
| Réservoir Val-Marie (Val Marie Reservoir)                              | Saskatchewan              | 5,05           | 1948     | |
| Rideau                                                                 | Ontario                   | 8,09           | 1957     | |
| Rivière du Sable (Sable River)                                         | Nouvelle-Écosse           | 2,60           | 1941     | ZICO Nova Scotia South Shore (Port Joli sector) |
| Rivière McConnell (McConnell River)                                    | Nunavut                   | 334,00         | 1960     | ZICO McConnell River |
| Rivière Moose (Moose River)                                            | Ontario                   | 14,57          | 1958     | ZICO Moose River Estuary |
| Rivière Nechako (Nechako River)                                        | Colombie-Britannique      | 1,80           | 1944     | ZICO Nechako River |
| Rochers-aux-Oiseaux (Bird Rocks)                                       | Québec                    | 6,48           | 1919     | ZICO Rochers-aux-Oiseaux |
| Saint-Augustin                                                         | Québec                    | 49,15          | 1925     | ZICO du ROM de Saint-Augustin |
| Saint-Omer                                                             | Québec                    | 0,65           | 1986     | |
| Saint-Vallier                                                          | Québec                    | 3,62           | 1986     | ZICO Saint-Vallier |
| Senneville                                                             | Québec                    | 5,68           | 1936     | |
| Shoal-Harbour (Shoal Harbour)                                          | Colombie-Britannique      | 1,50           | 1931     | |
| Sutherland                                                             | Saskatchewan              | 1,30           | 1924     | |
| Terra-Nova (Terra Nova)                                                | Terre-Neuve-et-Labrador   | 8,70           | 1967     | |
| Trois-Saumons                                                          | Québec                    | 2,24           | 1986     | |
| Watshishou                                                             | Québec                    | 117,40         | 1925     | Chevauche la réserve de parc national de l'Archipel-de-Mingan ZICO Watshishou                                                                              |